# Warroad
Warroad is een plaats (city) in de Amerikaanse staat Minnesota, en valt bestuurlijk gezien onder Roseau County.

## Demografie
Bij de volkstelling in 2000 werd het aantal inwoners vastgesteld op 1722.
In 2006 is het aantal inwoners door het United States Census Bureau geschat op 1667, een daling van 55 (-3.2%).

## Geografie
Volgens het United States Census Bureau beslaat de plaats een oppervlakte van
7,1 km², waarvan 6,7 km² land en 0,4 km² water. Warroad ligt op ongeveer 325 m boven zeeniveau.

## Plaatsen in de nabije omgeving
De onderstaande figuur toont nabijgelegen plaatsen in een straal van 56 km rond Warroad.

## Geboren
- Eddy Cobiness (1933 - 1996), kunstenaar
- Roger Christian (1935 - 2011), ijshockeyspeler
- Bill Christian (1938), ijshockeyspeler
- Dave Christian (1959), ijshockeyspeler